# Krems (Donau)
Krems är en biflod till floden Donau i det österrikiska förbundslandet Niederösterreich. 
Källflödena är Große Krems och Kleine Krems som båda rinner upp i Weinsberger Wald och förenar sig vid Albrechtsberg i närheten av slottet Burg Hartenstein. Ingrävd i flodstranden, några meter över Kleine Krems ligger Gudenusgrottan som var bebodd av neandertalare under stenåldern.
Floden rinner huvudsakligen mot öster. Ursprungligen mynnade den i Donau nära Krems, men när man byggde 
Donaukraftverket Altenwörth flyttades mynningen till Altenwörth i Kirchberg am Wagram.
Den nedre Kremsdalen är vindistrikt.